# Козерув
Козерув (пол. Kozierów) — село в Польщі, у гміні Міхаловіце Краківського повіту Малопольського воєводства.
Населення — 298 осіб (2011).
У 1975-1998 роках село належало до Краківського воєводства.

## Демографія
Демографічна структура станом на 31 березня 2011 року:
|          | Загалом | Допрацездатний вік | Працездатний вік | Постпрацездатний вік |
| -------- | ------- | ------------------ | ---------------- | -------------------- |
| Чоловіки | 147     | 41                 | 95               | 11                   |
| Жінки    | 151     | 46                 | 81               | 24                   |
| Разом    | 298     | 87                 | 176              | 35                   |